# Gunnar Koerdt
Gunnar Koerdt (* 30. April 1959 in Köln) war von 2004 bis 2014 hauptamtlicher Bürgermeister (CDU) der Stadt Bedburg im Rhein-Erft-Kreis in Nordrhein-Westfalen.
Koerdt wuchs im nahegelegenen Brauweiler, einem Stadtteil von Pulheim, auf.
Nach dem Abitur im Jahre 1978 am Gymnasium der Stadt Frechen leistete er von 1978 bis 1979 seinen Grundwehrdienst bei der Bundeswehr in Wuppertal ab. Von 1979 bis 1986 studierte Koerdt an der Universität zu Köln Rechts- und Wirtschaftswissenschaften. 1986 folgte die erste und 1990 die zweite juristische Staatsprüfung. Am 1. Januar 1979 trat Koerdt in die CDU ein.
Von 1990 bis 1995 war er Prokurist bei der Fa. Berotex GmbH in Köln. Ab Januar 1997 war Gunnar Koerdt 14 Monate lang wissenschaftlicher Mitarbeiter der CDU Erftkreis, heute Rhein-Erft-Kreis. Vorher hatte er ein Controlling-Intensiv-Seminar besucht und ein Betriebspraktikum bei der Fa. Schmitt-Sausen Verwaltungs-GmbH in Hürth absolviert. Von 1998 bis 2000 war Koerdt als Vertragsjurist für die DaimlerChrysler Aerospace AG tätig. Von Juli 2000 bis September 2004 war er als 1. Beigeordneter und Kämmerer bei der Stadt Bedburg beschäftigt. Im Oktober 2004 wurde er als Nachfolger des bisherigen Amtsinhabers Willi Harren zum Bürgermeister von Bedburg gewählt. Im Jahre 2009 wurde er mit 39,88 % der abgegebenen Stimmen für fünf Jahre wiedergewählt. Bei der Kommunalwahl 2014 unterlag er Sascha Solbach.
Seit 1. Januar 2017 ist er hauptamtlicher Geschäftsführer der CDU-Ratsfraktion Wiesbaden in Hessen.
Gunnar Koerdt ist verheiratet und hat zwei Kinder.